# Désalcoolisation
La désalcoolisation est une action visant à réduire le taux d'alcool d'une boisson alcoolisée, notamment le vin, ou la bière.

## Histoire
Historiquement, sous l'ancien régime, certains vignerons et aubergistes « mouillent » leurs vins par un ajout d'eau, pour en augmenter le volume et donc leurs revenus. L'ajout d'eau dilue le vin et donc diminue la teneur en alcool. Les vignerons apprennent ensuite à régulariser le travail des levures en jouant sur la température de fermentation. Plus la température est basse, moins les levures produisent d'alcool, d'autant plus qu'à des températures élevées le vin acquiert des arômes de fruit cuit. Pour ce faire, la nuit ils laissent les portes de la cave grandes ouvertes afin d'y laisser entrer l'air frais, ou ajoutent dans la cuve en fermentation des pains de glace, cette technique étant aujourd'hui également interdite.
Entre le XIXe siècle et le XXe siècle, le vin est globalement considéré comme une boisson quotidienne, et souvent coupé à l’eau lors du repas.
Dans le courant du XXe siècle, la définition des AOC par l'INAO et les politiques européennes favorisent les vins de qualité plutôt que la quantité. En viticulture, cela se traduit par des rendements maîtrisés, qui donnent des raisins plus mûrs et concentrés, donc avec un taux d'alcool potentiel plus élevé. 
À partir des années 1970, s'ajoute le réchauffement du climat qui aboutit à gagner en moyenne un degré d'alcool tous les dix ans. 
Les caves coopératives ont aussi longtemps rémunérés les vignerons au « degré-hecto », un prix de base multiplié par le volume (hectolitres) et par le taux d'alcool (degré). C'était à la fois un gage de quantité et de qualité, mais cela a orienté la filière viti-vinicole vers des clones de cépages ayant un meilleur rendement d'alcool. C'est-à-dire que pour le même rendement et la même maturité, les vignes produisent des raisins ayant un taux de sucre supérieur. 
Aujourd'hui ces cépages sont toujours en place dans les vignobles alors que la demande se diversifie. Certains clients recherchent plutôt des vins moins alcoolisés et plus légers. Pour répondre à cette demande, les vinificateurs ont le choix entre différentes techniques de désalcoolisation.

## Techniques

### Pré-fermentaire

#### Mouillage
Le mouillage est l'ajout d'eau au moût, qui augmente le volume total, donc diminue la concentration d'alcool dans le milieu.

#### Levures à faible rendement alcoolique
L'utilisation de levures moins productrices d'alcool au moment de la fermentation est une méthode prometteuse, qui a fait l'objet d'études juridiques. 
L'idée est de dévier le processus métabolique des sucres du moût vers une voie alternative, la voie des pentoses phosphate, au lieu de la voie de production d'alcool. Cette voie, naturellement présente chez les levures, est moins active pendant la fermentation alcoolique. En favorisant cette voie, il est possible d'éliminer une partie du carbone sous forme de CO2 et non de sucre fermentescible en alcool.
La levure Lachancea thermotolerans (ou Kluyveromyces thermotolerans), non-saccharomyces, a un métabolisme qui produit de l'acide lactique en lieu et place de l'éthanol. Désormais sélectionnée et commercialisée pour cette spécificité, elle peut être à l'origine de vins naturellement peu alcoolisés avec une augmentation de leur acidité, ce qui répond d'autant plus à la problématique causée par le réchauffement climatique.

#### Filtration membranaire
Filtration menant à une réduction du taux d'alcool final par extraction du sucre excédentaire à l'aide du couplage membranaire ultrafiltration / nanofiltration (UF-NF).

### Fermentaires

#### Extraction au gaz
L'entraînement au CO2, ou stripping, est une méthode où l'alcool est extrait du vin en cours de fermentation en utilisant du dioxyde de carbone (CO2) pour entraîner l'alcool hors du liquide. Cette méthode peut réduire la teneur en alcool du vin tout en préservant davantage les caractéristiques aromatiques et gustatives, comparé à la distillation traditionnelle.

#### Distillation sous vide
La distillation sous vide est une méthode permettant d'extraire l'alcool pendant la fermentation. Une partie du lot en fermentation est soumise à un processus de distillation sous vide, ce qui réduit la pression et abaisse le point d'ébullition de l'alcool. Cela permet d'extraire une partie de l'alcool tout en minimisant les pertes aromatiques et sensorielles associées à la distillation traditionnelle.

### Post-fermentaire
Plusieurs méthodes d'extraction d'alcool après la fermentation sont examinées. Cela inclut des techniques comme la distillation sous vide, le stripping, ainsi que des approches basées sur des membranes, telles que l'osmose inverse et la Nanofiltration-contacteur à membrane (NF-CM). 
Ces méthodes sont appliquées au vin fini pour réduire la teneur en alcool, tout en préservant au maximum les caractéristiques sensorielles et physicochimiques du vin. Cependant, les processus de séparation par membrane ne peuvent pas assurer une séparation purement sélective, car des composants aromatiques de tailles moléculaires similaires sont également séparés. De plus, le blocage des membranes en raison des solutions protéiques peut être un problème.

#### Osmose inverse
La technique est celle de l'osmose inverse - contacteur à membrane (OI-CM). L'osmose inverse implique l'utilisation de membranes semi-perméables en cellulose acetate ou en polyamides avec une pression pouvant atteindre 60 bars, ce qui est significativement plus élevé que dans d'autres méthodes de filtration. La pression transmembranaire est supérieure à la pression osmotique de la solution à séparer. Les membranes utilisées dans l'osmose inverse ne possèdent pas de propriétés sélectives spécifiques pour la séparation de l'alcool et de l'eau. Ainsi, dans le traitement des boissons alcoolisées, des mélanges variables d'alcool et d'eau sont obtenus en tant que perméat, où des arômes et du dioxyde de carbone sont également dissous.

### Alternatives
Plusieurs alternatives au vignoble existent pour obtenir des raisins avec un taux de sucre diminué.

#### Date de récolte
Une récolte réalisée plus précocement permet d'avoir des raisins moins mûrs, et moins riches en sucre. Les maturités aromatique et phénolique peuvent cependant elles ne pas être encore atteintes. En revanche, une vendange plus précoce permet d'avoir un taux d'acidité plus important, qui balance une teneur en alcool plus élevée. Cette solution doit être mise en place en fonction du millésime, et n’a pas d'influence sur la conduite de la vigne.

#### Gestion des rendements
La gestion des rendements peut permettre d'avoir des raisins moins riches en sucre, mais ils risquent également de voir leur concentration aromatique et phénolique diminuer, et produiront des vins peu concentrés. Cette solution peut être appliquée au vignoble en une à deux années.

#### Sélection variétale
La sélection de vignes (cépage ou clone) moins productrices en sucres permet d'avoir des raisins atteignant leur maturité optimale et la concentration souhaité, tout en ayant un taux d'alcool potentiel moins élevé. Cela implique l’arrachage du vignoble et une nouvelle plantation, donc une solution contraignante et à long terme.

## Modifications organoleptiques
Le fait d'enlever de l'alcool au vin peut menacer son équilibre, dans les faits il semble qu'au-delà d'une baisse technique du taux d'alcool supérieure à un degré, le vin risque d'acquérir un goût plus sec et amer. L'acidification peut être une technique complémentaire pour ajuster l'équilibre du vin.

## Réglementation

### Monde
Le coupage à l'eau est par exemple légal et commun en Californie.